# Carlos Vermelhinho
Carlos Manuel Oliveiros da Silva ou Vermelhinho (9 de março de 1959) é um ex-futebolista profissional português que atuava como médio.

## Carreira
Vermelhinho representou a Seleção Portuguesa de Futebol, na Eurocopa de 1984, semifinalista.